# Philmore Davidson
Philmore Gordon „Boots“ Davidson (* 1928 in Port of Spain; † 1993 in London) war ein trinidadischer Arrangeur und Musiker auf der Steelpan.

## Person
Philmore Davidson gehörte zu den Leitfiguren des Casablanca Steel Orchestra, einer der ältesten Steelbands auf Trinidad. Auch war er Mitglied des TASPO, welches 1951 England bereiste. Bereits während dieser Reise erwog Davidson, der aufgrund seiner großen Füße den Spitznamen Boots erhielt, sich in London niederzulassen, doch erst 1955 zog er tatsächlich um.